# سولباكتام
سولباكتام (Sulbactam) الزمرة الدوائية مضادات الجراثيم. مضاد حيوي من زمرة مثبطات البيتالاكتاماز. السُّلبَاكتام هو نوعٌ من الأدوية المعروفة باسم مثبِّطات البيتا اللاكتاماز (β-lactamase) ويجري تَضمينُه في بعض الادوية مع مواد فعالة أخرى كالأَمبيسيلِّين لأنَّه يَحول دون عمل إنزيم بيتا اللاكتاماز الذي تُنتجه بعض الجراثيم، وبذلك يحمى الأَمبيسيلِّين من التخريب بالمِكروب.

## الخواص
- قادر على كبح الأشكال الأكثر شيوعا من البيتا لاكتاماز ولكن ليس قادر على التفاعل مع سيفالوسبوريناز.
- ليس له فعالية عالية عندما يستخدم وحده، لذلك يتم مشاركته مع الأدوية الأخرى مثل الأمبيسيلين، سيفوبيرازون[5]

## الاستعمال الطبي
يُعطى الدَّواءُ بجرعات مختلفة حسب الحالة وطبيعَة العَدوى وعمر المَريض وتوصِيات الطَّبيب، له فعالية قليلة ضد البكتيريا مثل الزائفة الزنجارية، الليمونية، الأمعائية، والسراتية.

## الإحتياطات
- يجب مُراجَعة الأَدويَة الأخرى مع مقدِّم الرِّعاية الصحِّية، لأنَّ هذا الدَّواءَ قد لا يمتزج جيِّداً مع غيره من الأَدويَة.
- إذا كان المريضُ يُعانِي من أمراض الكبد، يجب استِشارَةُ مُقَدِّم الرِّعاية الصحِّية.
- يجب تَجنُّبُ المشروبات الكحوليَّة.
- يجب إخبارُ مقدِّم الرِّعاية الصحِّية إذا كانت المَريضَةُ حامِلاً أو تُخطِّط للحَمل.
- يجب إخبارُ مقدِّم الرِّعاية الصحِّية إذا كانت المرأةُ تُرضِع رضاعةً طبيعيَّة من الثَّدي.[5]